# Yu Qin
Yu Qin (chinois simplifié : 于钦 ; chinois traditionnel : 於欽 ; pinyin : Yú qīn), dont le nom de courtoisie est Siyong (chinois : 思容 ; pinyin : Sī róng), est un géographe originaire de Yidu (ancienne Qingzhou), dans la province du Shandong. Il a occupé plusieurs postes importants sous la dynastie Yuan, notamment celui de directeur du Bureau des Censeurs, de vice-ministre de la Guerre et d’assistant à l’Académie nationale. Il est notamment l'auteur de l'ouvrage Qi Cheng.

## Vie et réalisations
Dans sa jeunesse, Yu Qin s'est consacré à l'étude des textes historiques et a exploré de nombreux domaines. En tant que responsable des impôts dans la région de Yidu, il a souvent déploré la simplicité et l'incomplétude des chroniques locales. Il estimait que "natif de Qi, il était indispensable d'étudier et de noter les caractéristiques géographiques, les villes, les terres, et les personnalités de cette région." Étant donné que la plupart des chroniques locales se concentraient sur le sud, il a écrit Qi Cheng, un ouvrage consacré à la région des Trois Qi. Cet ouvrage se divise en huit chapitres traitant de l'histoire, de la géographie, des montagnes et des rivières, des districts, des sites historiques, des relais de poste, des climats et des personnalités. Il est considéré comme le plus ancien des chroniques locales encore existantes dans la province du Shandong et est l'un des plus réputés du pays, ayant reçu de nombreux éloges.

## Expérience professionnelle
Tout au long de sa carrière, Yu Qin a été soutenu par la population. En 1319, lors d'une famine en Shandong, la cour impériale l'a envoyé pour secourir les sinistrés. Il a fortement encouragé les riches de la région à vendre des denrées alimentaires à bas prix, ce qui a permis à de nombreux affamés de survivre. Yu Qin a également rendu visite aux sinistrés pour les consoler et a aidé à racheter des enfants vendus par leurs parents en difficulté. Cependant, il a été critiqué par ses supérieurs et calomnié par ses collègues, qui l'accusaient de "chercher à obtenir des éloges en violant les règles". Malgré cela, Yu Qin est resté indifférent à ces attaques.